# Fàbrica Arañó, Ventajó i Cia
La Fàbrica Arañó, Ventajó i Cia és un edifici industrial situat al barri de Sants-Badal de Barcelona, catalogat com a bé cultural d'interès local.

## Història
El 1900, la societat Arañó, Ventajó i Cia va demanar permís per a construir un complex industrial a l'illa de cases compresa entre els carrers Doncellas (actual Begur), A (actual Canalejas), Mercedes (actual Sugranyes) i B (actual Bacardí), segons el projecte de l'arquitecte Jaume Gustà i Bondia. L'obra es va començar el 1901 i es va acabar el 1903. La fàbrica estava dedicada al tissatge i blanqueig, tint i acabats de panes, com la que Joan Güell havia endegat a meitat del segle xix (vegeu Vapor Vell).
El 1913, Jacint Serra i els germans Josep i Francesc Serra i Roca es van associar amb Jaume Balet i Viñas per a crear la societat JJF Serra i Balet, que es dedicaria a la filatura de cotó i especialment a les panes. El 1918, Francesc Serra va abandonar l'empresa, que el 1922 va canviar el nom pel de Manufactures Serra i Balet SA (vegeu magatzems Serra i Balet).
Col·lectivitzada durant la Guerra Civil espanyola, la fàbrica va seguir funcionant normalment fins a la dècada del 1970, quan va ser afectada per la crisi del sector tèxtil. Entre 1973 i 1977, els accionistes van realitzar una ampliació de capital, però l'intent no va poder salvar l’empresa, que finalment va fer suspensió de pagaments el 20 d’abril del 1982. Aleshores, el 13 de desembre del mateix any es va constituir en societat anònima laboral, la qual cosa no va millorar la situació d'anys precedents.
El 7 de març del 1984, els treballadors adquiriren en pública subhasta els terrenys i edificis com a cobrament dels endarreriments salarials, i aviat iniciaren les negociacions amb els veïns del barri, que hi reclamaven un poliesportiu. Finalment, el Club Esportiu Mediterrani se'n feu càrrec, i el 1987 la fàbrica passà a ser-ne la seu de Sants, mentre que la xemeneia ha quedat a l'exterior, a l'actual plaça de l'Olivereta.

## Descripció

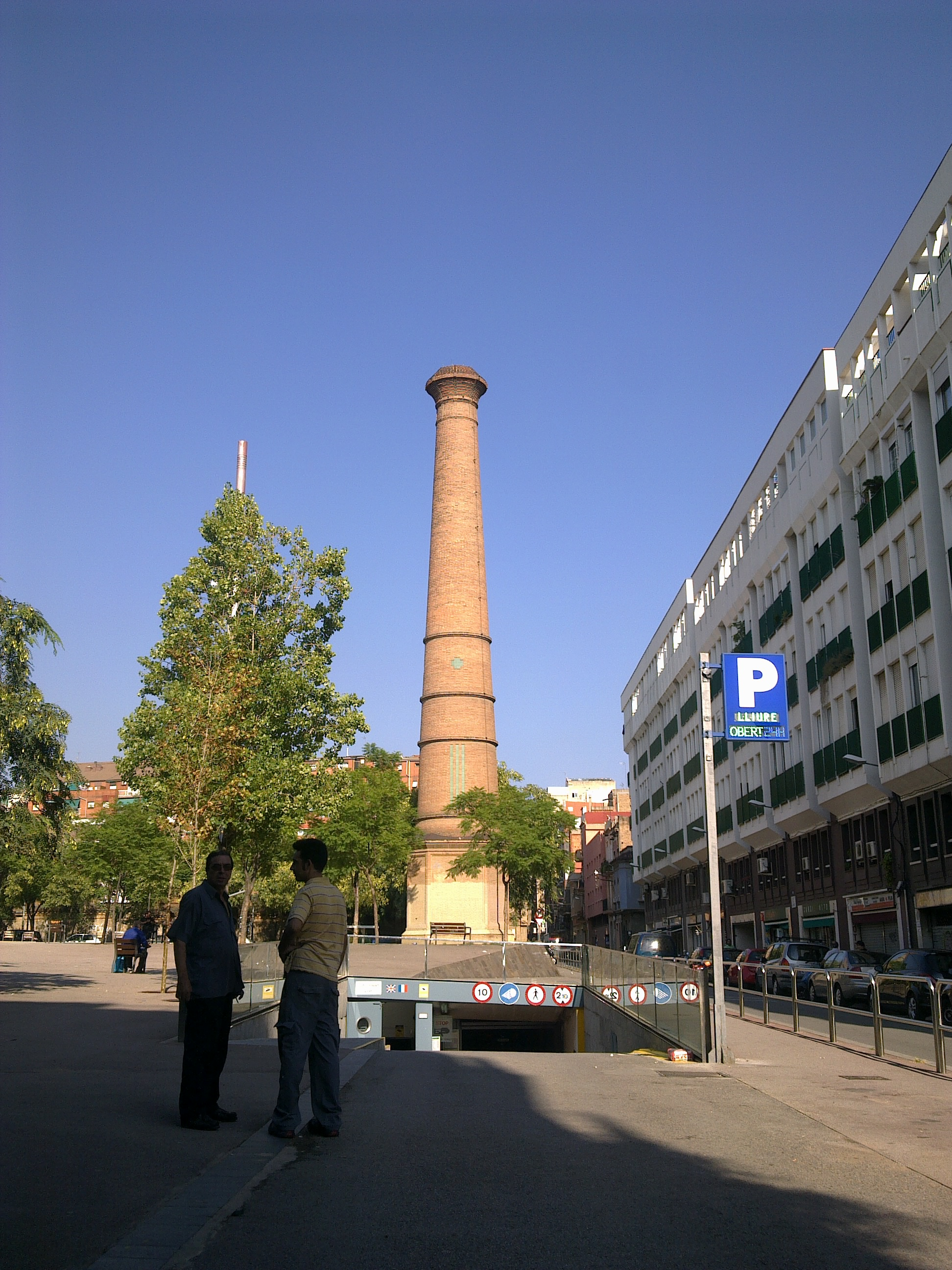
Xemeneia de la fàbrica a la plaça de l'Olivereta

La fàbrica es disposa en un conjunt de naus formant una planta en «U» asimètrica, l'espai central de la qual l'ocupen altres naus que havien estat destinades a raspalls i bullidors, amb la seva corresponent xemeneia, actualment desaparegudes igual que l'assecador nou, del que només es conserva la planta baixa.
A diferència dels vapors i de les fàbriques bastides entre els anys 1840 i 1880 aproximadament, aquest vapor, força posterior, presenta la innovació, potser determinada per la trama urbana establerta, de bastir les naus fent façana directa a les alineacions determinades urbanísticament, utilitzant-se aquestes naus com a oficines o bé destinades a totes aquelles feines de producció en què no era necessari l'ús energètic, dedicant l'espai central que es genera amb aquesta tipologia a altres usos inherents i necessaris en aquest procés de fabricació, com ara la caldera i xemeneia corresponent, els bullidors i els raspalls.
Constructivament segueix, tant pel que fa a la tipologia com als materials, els models anteriors: fàbrica d'obra vista, pilars de ferro, fusta per a la coberta i els tirants. Les naus perimetrals tenen majoritàriament planta baixa i planta pis, la composició respon a models preexistents a nivell industrial, centrant la singularitat en l'edifici de l'assecador primer, completament historicista dintre de la seva modernitat.
La xemeneia, de planta circular i forma cònica, és d'obra vista i té un basament de planta octogonal, on s'alternen quatre cares més amples amb altres més estretes. Cada cara està emmarcada per una motllura llisa i està coronat per una cornisa. En un dels costats s'obre una porta d'arc rebaixat. Repartides a diferents nivells hi ha quatre motllures llises i decoració ceràmica: tres franges vertical i una creu grega coincidint amb les cares més amples del basament. A la part superior hi ha un fris amb línies verticals repartides de manera regular i una cornisa de gran voladís construïda mitjançant cercles de maó que van augmentant el seu diàmetre.